# Марі-Кугунур
Марі́-Кугуну́р (рос. Мари-Кугунур, марій. Кугунур) — присілок у складі Сернурського району Марій Ел, Росія. Входить до складу Марісолинського сільського поселення.

## Населення
Населення — 190 осіб (2010; 169 у 2002).
Національний склад (станом на 2002 рік):
- марі — 93 %